# 雀斑皂鱸
雀斑皂鱸，為輻鰭魚綱鱸形目鱸亞目鮨科的其中一種，分布於西大西洋區，從美國佛羅里達州南部至巴西海域，棲息深度3-68公尺，本魚體上半部紅棕色，下半部淡黃色，體側具有褐色斑點，體長可達15公分，生活在岩礁區，為底棲性魚類，屬肉食性，皮膚具有特殊腺體，當受到刺激時，會分泌出微毒的黏液。

## 擴展閱讀
- 雀斑皂鱸的图片 （页面存档备份，存于）